# Thraseas (Sohn des Aetos)
Thraseas (altgriechisch Θρασέας), Sohn des Aetos I., war ein Statthalter der Ptolemäer im 3. Jahrhundert v. Chr.
Thraseas amtierte unter Ptolemaios III. (246–221 v. Chr.) als Statthalter (strategos) in Kilikien. Dies geht aus einer Inschrift einer Kalksteinstele hervor, die im Museum von Mersin zu sehen ist, in der Thraseas die von seinem Vater getätigte Stadtgründung Arsinoe bestätigte. Die Inschrift wird in einem Zeitraum ab 238 v. Chr. datiert.
Aus einer Inschrift von einer in Tyros entdeckten Statuenbasis des Ptolemaios IV. geht hervor, dass Thraseas diesem König auch als Statthalter in Koilesyrien und Phönizien gedient hat. Die Amtszeit kann nur grob auf die Jahre zwischen 217 und 204 v. Chr. datiert werden, dem Jahr, in dem Koilesyrien nach der Schlacht von Raphia für die Ptolemäer zurückgewonnen wurde, und dem Sterbejahr des Ptolemaios IV.
Für Thraseas ist eine Ehrung durch Athen inschriftlich belegt. Er hatte drei Söhne, Ptolemaios, Apollonios und Thraseas. Die ersten beiden beerbten ihn im Statthalteramt von Koilesyrien-Phönizien, wobei Ptolemaios einen Seitenwechsel hin zu den Seleukiden vollzog. Der dritte Sohn ist inschriftlich in einer Beamtenposition auf Zypern belegt.